# DSB MP
Die Fahrzeuge der Baureihe DSB MP sind Triebzüge, die von der italienischen Firma AnsaldoBreda für die Danske Statsbaner (DSB) gebaut wurden.
Der Triebzug besteht aus zwei Teilen, einem Motorwagen MP und einem Steuerwagen FP, und ist technisch der Baureihe MG sehr ähnlich. MP und MG können gekuppelt werden und gemeinsam verkehren. Die Züge haben Computer-Stecker an jedem Sitz und flexible Einstiege, mit denen ein niveaugleicher Zugang möglich ist. Der Zug wird in Dänemark IC2 (DSB) zur Unterscheidung zur ebenfalls als IC2 bezeichneten Privatbahnvariante der Baureihe MF bezeichnet. Die Lieferserie umfasste 23 Exemplare.

## Geschichte
Die DSB bestellte im November 2002 23 MP-Triebzüge zur Lieferung in 2004/2005 als Nachtrag zum Vertrag über die Bestellung der Baureihe MG. Neun Züge waren für den Verkehr zwischen Odense und Svendborg und 14 Einheiten für den Einsatz im Fernverkehr vorgesehen. Der Finanzausschuss des Folketing gab zuvor, anders als im November 2000 vereinbart, nicht 90 bis 100 MG-Züge in Auftrag, sondern nur 83 Stück. In Zusammenhang mit dem Kauf von kleineren Zügen für den Abschnitt zwischen Odense und Svendborg sah DSB operative und wirtschaftliche Vorteile durch die Umwandlung der Bestellung in 23 Zweiwagenzüge, zumal sich diese besonders auf Strecken und in Zeiten mit geringerer Anzahl von Fahrgästen eignen.
Durch die Scharfenbergkupplung mit gleicher Belegung besteht die Möglichkeit, MP- und MG-Triebwagen für ein Flügelzugkonzept zu nutzen, um umsteigefreie Verbindungen nach dem DSB-Konzept Gode Tog til Alle anbieten zu können.
Wie bei den Zügen der Reihe MG gab es bei den neuen Triebwagen Lieferschwierigkeiten. Die 23 Züge sollten nach einem 2009 geschlossenen juristischen Vergleich zwischen DSB und AnsaldoBreda bis zum Ende des dritten Quartal 2012 geliefert werden. Die Frist wurde bis Juni 2013 verlängert. Der Atkins-Bericht forderte im Oktober 2011, das Lieferprogramm zu stoppen. Es war der DSB aber rechtlich nicht möglich, sich aus dem Vertrag zu lösen.
Laut DSB sind der Grund der verspäteten Lieferungen fehlende Komponenten von Subunternehmern von AnsaldoBreda. Am 18. Dezember 2012 vereinbarten DSB und AnsaldoBreda Termine für die endgültigen Lieferungen, insbesondere, dass die letzten Züge Ende Oktober 2013 geliefert werden. Andernfalls könne DSB den Rest der Bestellung stornieren.
Der erste Triebzug verließ die Produktionshalle in Pistoia im Juni 2010. MP 5704 kam im Sommer 2011 nach Dänemark, er war der erste Zug, den die DSB am Jahresende 2011 übernahm, um mit den Probefahrten zu beginnen. Bis zum 9. Oktober 2012 waren acht Züge geliefert, davon wurden sechs für Probefahrten verwendet, die beiden anderen wurden umgebaut.
Im Regelbetrieb wurden die Züge ab dem 12. November 2012 zwischen Kolding und Vejle und ab Dezember 2012 im Regionalverkehr im westlichen Teil Fünens eingesetzt. Im Dezember 2012 wurden die ersten Triebwagenzüge gebildet.

## Technik, Design und Inneneinrichtung
Die Technologie und das Design der Züge entspricht dem der Baureihe MG. Sie sind mit zwei V8-Dieselmotoren von Iveco mit einer Leistung von zusammen 1120 kW mit Direkteinspritzung ausgestattet. Die Wagenkästen sind aus Aluminium. Beide Triebwagenteile sind mit einem Jakobs-Drehgestell verbunden.
Die Gestaltung der Züge ist das Ergebnis der Zusammenarbeit zwischen dem DSB-Design-Team – mit Schwerpunkt auf skandinavischer Design-Tradition – und der italienischen Design-Firma Pininfarina, die für ihre Entwürfe für Ferrari-Sportwagen bekannt ist.
Das Innere des Zuges ist mit gegenüberliegenden Sitzgruppen im Flugzeugstil ausgerüstet. Es gibt ein elektronisches Reservierungssystem und Internet-Anschlüsse. Der MP-Triebwagen hat zwei Toiletten. Es wurde mit einer Toilette für jeweils 50 Passagiere bei 100-prozentiger Belegung gerechnet. Damit ist der Zug besser als die Baureihen MG (IC4) und MF (IC3) ausgestattet, bei denen eine Toilette für jeweils 68 oder 72 Fahrgäste eingebaut wurde. Ein Übergang zwischen den Zügen bei Mehrfachtraktion ist nicht möglich.

## Atkins-Bericht
2011 wurde die Unternehmensberatung Atkins vom Verkehrsausschuss des Folketing mit einer Untersuchung beauftragt, um die Einsatzqualität der Baureihe MG zu verbessern. Im Bericht wurde unter anderem der Schluss gezogen, dass die bis zu diesem Zeitpunkt noch nicht gelieferten Triebwagen der Baureihe MP ein nachteilige Auswirkung auf das vorgesehene Einsatzkonzept haben würden.
Die DSB berichtete später, dass die Möglichkeiten untersucht wurden, vom Vertrag zurückzutreten. Rechtlich war dies jedoch nicht möglich.

## Probebetrieb
DSB erhielt von Trafikstyrelsen am 3. Mai 2012 die Genehmigung für den Probebetrieb ohne Fahrgäste für den Triebwagen MP 5704. Der Probebetrieb begann am 29. Mai 2012. Um technische Fehler zu finden und um eine Fahrt mit Fahrgästen während der Hauptverkehrszeit zu simulieren, wurde der Zug mit 14,5 Tonnen Wasser beladen. Am 25. Juli 2012 erhielt die DSB die Genehmigung für den Probebetrieb für weitere vier Züge. Danach war es möglich, Probefahrten mit gekoppelten Triebwagen durchzuführen.
Die Bedienung ist ähnlich wie bei der Baureihe MG. Allerdings reagiert der neue Zug weniger schnell auf die Befehle aus dem Führerraum. Zudem traten weniger Fehler als beim MG auf.

## Liefersituation
Der erste Zug sollte ursprünglich Ende 2004 in den Betriebsdienst übernommen werden. Während die erste MG-Garnitur 2007 in Betrieb genommen wurde, dauerte es bis Juni 2010, bis die erste MP-Einheit die Produktionsstätte in Italien verließ. Der erste Zug, MP 5704, kam am 19. Juli 2011 nach Padborg, um das Zugsicherungssystem ATC zu testen.
Formal wurde der Zug von DSB im November 2012 übernommen. Am 9. Oktober 2012 waren insgesamt acht MP-Züge geliefert, von denen sechs die Genehmigung für den Probebetrieb hatten.
Nach Angaben der DSB hatte AnsaldoBreda weiter große Probleme mit der Komponentenzulieferung und Koordinationsprobleme in ihren Fertigungslinien, vor allem am Standort Reggio Calabria. Weitere Züge sollten im Dezember 2012 ausgeliefert werden, der Rest im Laufe des Jahres 2013.

## Einsatz
Am 12. November 2012 verkehrte der erste Triebwagen zwischen Kolding und Vejle. Ab 9. Dezember 2012 konnten von Montag bis Freitag fünf Zugpaare täglich gefahren werden. Darüber hinaus begann zum gleichen Termin der Regelbetrieb im Regionalverkehr auf der Insel Fünen.

## Abstellung
Der DSB MP (IC2) kam nie in einen stabilen Zustand, die Voraussetzung für einen regulären Einsatz im Schienenverkehr sind. Um die Abhängigkeit von den unsicheren Zuggarnituren zu reduzieren, wurden Investitionen wie die Beschaffung neuer Elektrolokomotiven geplant. Er wurde nur in sehr geringem Umfang genutzt. So wird zukünftig die Konzentration auf der Betriebssicherheit der IC4-Garnituren liegen, auf die mittelfristig nicht verzichtet werden kann. Alle 23 IC2-Garnituren sowie 5 IC4-Garnituren wurden mit Wirkung vom 23. August 2016 abgestellt.
Mit der Abstellung aller 23 IC2-Züge zum 23. August 2016 wurde eine Abschreibung von 588 Millionen Kronen in die Bilanz eingestellt. Gleichzeitig wurden fünf betrieblich nicht mehr notwendige und ebenfalls abgestellte IC4-Garnituren mit 85 Millionen Kronen abgeschrieben.

## Verbleib

### Rumänien
Am 23. Juni 2017 teilten die DSB den Verkauf von bis zu 15 Zügen an einen ausländischen Käufer mit. Der Direktør for Strategi og Togmateriel i DSB (deutsch: in etwa: Direktor für Strategie und Fahrzeuge) Jürgen Müller erläuterte, dass die Züge gemäß dem Vertrag vom 16. Juni 2017 gekauft wie besehen ohne Garantie vom Käufer übernommen werden. Der Käufer, Astra Trans Carpatic, übernahm zunächst die drei Züge 5714, 5718 und 5721, die für die notwendigen Zulassungen für den Betrieb durch den Käufer durch die die rumänische Zulassungsbehörde AFER benötigt werden. Die weiteren zwölf Züge werden nur nach Erhalt der Betriebsgenehmigung übernommen. Im Werk der Waggonfabrik Astra Vagoane Călători in Arad wurden die Fahrzeuge entsprechend hergerichtet und umlackiert. Am 8. September 2018 fand eine Probefahrt auf der Strecke Timișoara – Arad – Oradea – Baia Mare statt. Ab dem Fahrplanwechsel im Dezember war ein planmäßiger Verkehr geplant, wobei die Züge paarweise von Timișoara nach Arad und Oradea verkehren sollten. Nach der dortigen Flügelung sollte eine Einheit weiter nach Baia Mare und die andere nach Cluj Napoca fahren. Die weiteren 12 Züge sollten nach vorheriger Genehmigung für die Verwendung in Rumänien überführt und bis April 2019 in Betrieb genommen werden.
Der planmäßige Verkehr begann am 8. November 2018 mit einem Zugpaar Arad – Oradea – Arad.
Im Februar 2020 standen zehn Garnituren im Bahnhof Tinglev abgestellt. Die Einheiten 5715–5717, 5719, 5722 und 5723 wurden am 10. August 2022 nach Süden überführt und standen an diesem Tag in Neumünster.

### Dänemark
Ein Zug wurde vom Dänischen Eisenbahnmuseum (dänisch: Danmarks Jernbanemuseum) in Odense übernommen.
Die verbleibenden sieben Einheiten sollen nach Ausbau von verwendbaren Ersatzteilen verschrottet werden.